# Суха (Великопольське воєводство)
Суха (пол. Sucha) — село в Польщі, у гміні Жеркув Яроцинського повіту Великопольського воєводства.
У 1975-1998 роках село належало до Каліського воєводства.